# Maribelle (appel)

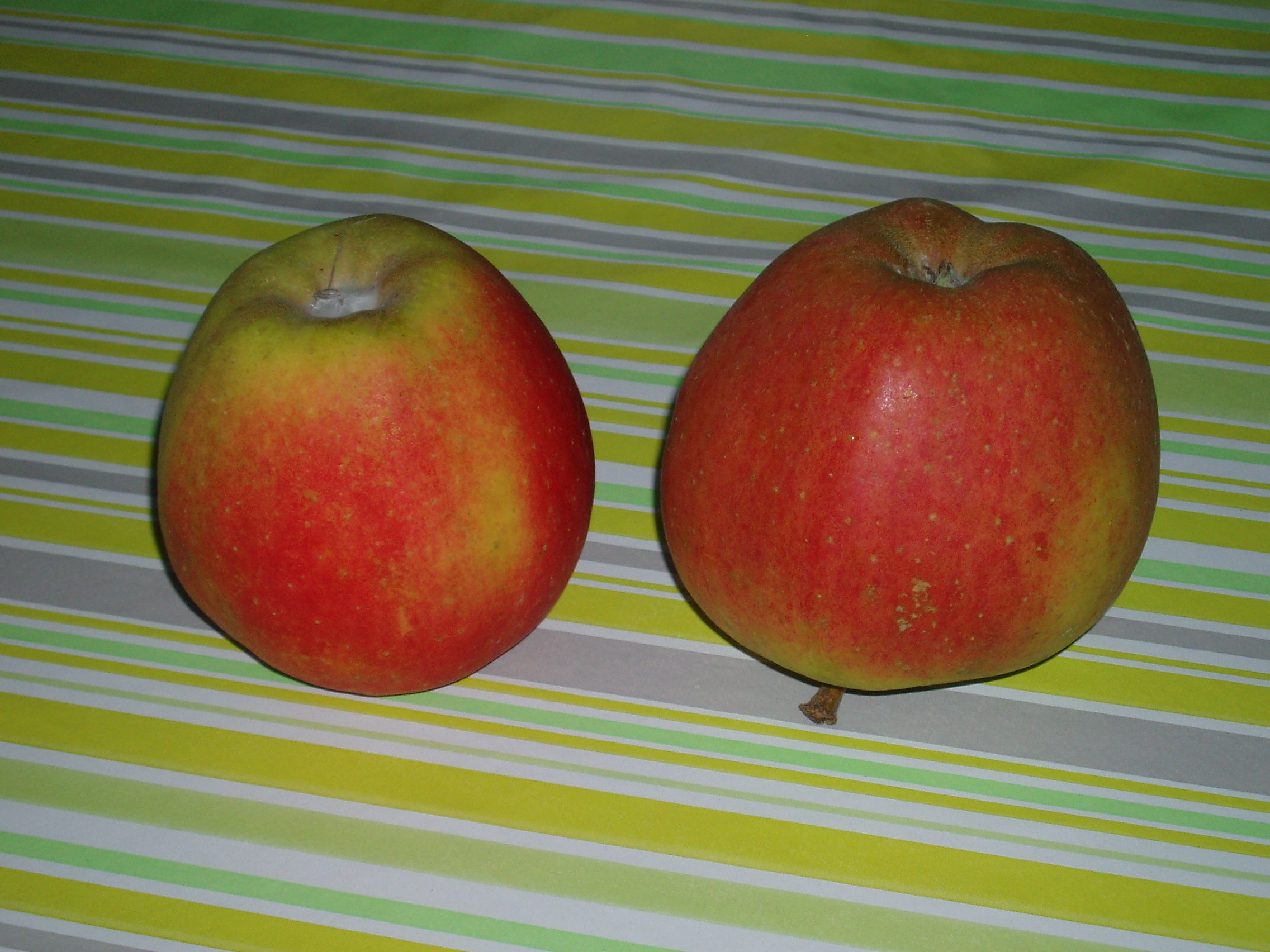

Maribelle (Malus domestica 'Maribelle') is een Nederlands appelras. Het ras wordt ook verkocht onder de naam Lola.

## Geschiedenis
Ingenieur Piet de Sonnaville had een boomgaard in Altforst. Daar ontwikkelde hij verschillende nieuwe appelrassen. In 1995 kruiste hij er Gloster met Meiprinses (ook een ras dat hijzelf had ontwikkeld). Het resultaat van deze kruising werd gekruist met Elstar en dit was de Maribelle. Na een sluimerend bestaan, werden in 2005 de eerste 0,6 ha bomen aangeplant met commerciële bedoelingen. Pas in 2008 werd de appel op de markt gebracht. De licentiehouder is boomkwekerij P. van Rijn te Wamel.

## Kenmerken
Maribelle is met een doorsnede van 75 à 85 mm een vrij groot ras. De kleur is geblost rozerood met een groene basis. De smaak is fris en zoetzuur.
De Maribelle heeft een gemiddeld suikergehalte van 14 Brix, wat goed is. De hardheid is gemiddeld 7 à 8 kg/cm².
De appel kan goed bewaard worden en is niet vettig.

## Teelt en verkoop
Hoewel Maribelle een ras onder licentie is, wordt het niet beheerd als een clubras: de telers zijn vrij om zelf te kiezen hoe ze werken en de afzet regelen. Het kan dan ook beschouwd worden als een vrij ras. Telers kunnen evenwel aansluiten bij een "club". Deze wordt gestuurd door Jabema, een samenwerkingsverband tussen boomkweker Jan van Ingen, veredelaar Ben de Sonnaville en fruitteler Mathieu Gremmen ("Jabema" is een letterwoord, samengesteld uit de eerste twee letters van de voornamen). In 2012 werd Jabema verkozen tot onderneming van het jaar in het Land van Maas en Waal. De appels van de club worden door Jabema op de markt gebracht onder de naam "Lola". Anno 2014 stonden er in Nederland ongeveer 130 ha Maribelle aangeplant, verspreid over een zeventigtal telers. Buiten Nederland staan nog zo'n 20 ha aangeplant, vooral in België, het Verenigd Koninkrijk en Denemarken. De totale hoeveelheid die in 2014 door Jabema op de markt gebracht werd bedroeg circa een miljoen kg. De belangrijkste afzetgebieden zijn Nederland, België en Duitsland.
De verkoop van Maribelle/Lola begint later dan die van veel andere rassen. Door de hoge Brix-waarde duurt het langer eer alle zetmeel omgezet is in suiker.

## Gevoeligheden
Maribelle is weinig gevoelig voor schurft en meeldauw. De boom is tijdens jonge jaren zeer gevoelig voor vruchtboomkanker zeker 25-30% van de bomen krijgt een keer kanker tijdens de eerste 2 jaar van de groei. De boom wordt daarom ook wel zo goed als niet meer gekweekt . De boom heeft wel nood aan magnesium. Beurtjaargevoeligheid werd nog niet vastgesteld. Door de beperkte gevoeligheid wordt Maribelle ook biologisch geteeld.